# Graham Chapman
Graham Chapman, född 8 januari 1941 i Leicester, Leicestershire, död 4 oktober 1989 i Maidstone, Kent, var en brittisk komiker, läkare, manusförfattare och skådespelare, medlem i Monty Python. Chapman spelade huvudrollen i två av Monty Pythons filmer, som kung Artur i Monty Pythons galna värld och Brian i Ett herrans liv.

## Biografi

### Uppväxt och utbildning
Chapman gick i skolan i Melton Mowbray och studerade medicin vid Emmanuel College vid University of Cambridge, där han började skriva komedimaterial med sin studentkollega John Cleese. Han utbildade sig till läkare vid Barts Hospital Medical College, men ägnade sig nästan aldrig åt yrket.
När han läste i Cambridge gick Graham Chapman med i den kända teaterklubben Footlights. Andra medlemmar var John Cleese, Tim Brooke-Taylor, Bill Oddie, David Hatch, Jonathan Lynn, Humphrey Barclay och Jo Kendall. Deras revy A Clump of Plinths blev så framgångsrik vid Edinburgh Festival Fringe att de döpte om den till Cambridge Circus och uppförde den i West End i London och senare i Nya Zeeland och Broadway. Den var i oktober 1964 med i The Ed Sullivan Show.

### Karriär och Monty Python
Graham Chapman och John Cleese skrev professionellt för BBC under 1960-talet, i första hand för David Frost men också för Marty Feldman. Chapman bidrog också med sketcher till BBC:s radioserie I'm Sorry, I'll Read That Again och TV-program som The Illustrated Weekly Hudd (med Roy Hudd), Cilla Black, This is Petula Clark  och This is Tom Jones. Graham Chapman, John Cleese och Tim Brooke-Taylor deltog sedan tillsammans med Marty Feldman i TV-komediserien At Last the 1948 Show. Chapman (och ibland John Cleese) skrev också för den långvariga komediserien Doctor in the House. Chapman skrev också flera avsnitt tillsammans med Bernard McKenna och David Sherlock. 
1969 slog sig Graham Chapman och John Cleese ihop med Michael Palin, Terry Jones, Eric Idle och den amerikanske tecknaren Terry Gilliam för att göra Monty Pythons flygande cirkus. Cleese och Chapman fortsatte att skriva sketcher tillsammans inom den nya konstellationen. Bland deras klassiska Monty Python-sketcher finns "Ministeriet för lustiga gångarter" och "Död papegoja". En av Chapmans mest kända figurer var "Översten", en förstockad arméofficer som emellanåt dök upp från ingenstans för att beordra att en sketch skulle avslutas för att den var för löjlig. Efter att Cleese hoppade av från TV-serien 1973 skrev Chapman sketcher ensam, samt ibland tillsammans med Neil Innes och Douglas Adams, för den fjärde och sista säsongen. Han arbetade sedan med ett antal projekt för TV och film, däribland Out of the Trees (TV), The Odd Job och Kapten Gulskägg (filmer). 

### Privatliv
I slutet av 1970-talet flyttade Chapman till Los Angeles där han medverkade som gäst i många amerikanska TV-program. Sedan han återvänt till England blev han inblandad i Dangerous Sports Club (en klubb för extremsport som introducerade bungyjump för en större publik), och han påbörjade den första av en lång serie föredragsturnéer i USA på 1980-talet. Hans memoarer, "A Liar's Autobiography (Volume VI)", publicerades 1980 och hade, ovanligt nog för en självbiografi, fem författare: Chapman, hans partner David Sherlock, redaktören Alex Martin, David Yallop och Douglas Adams. 
Chapman levde ett vildare liv än de andra medlemmarna i Monty Python. Han var vän med Keith Moon i The Who, sångaren Harry Nilsson och Beatles-medlemmen Ringo Starr. Chapman var alkoholist och drack väldigt mycket under 1970-talet. Han höll sin homosexualitet hemlig till mitten av 1970-talet då han kom ut i ett brittiskt TV-program som en av de första kända personerna som gjorde så. Han blev senare en uttalad förespråkare för homosexuellas rättigheter. För hans vänner hade hans sexuella läggning varit känd längre.

### Sjukdom och död
Chapman dog vid 48 års ålder 4 oktober 1989 av strupcancer som hade spridit sig till ryggraden.

## Utmärkelser
Asteroiden 9617 Grahamchapman är uppkallad efter honom.

## Filmografi (urval)
- 1967 – At Last the 1948 Show (TV-serie)
- 1969–1974 – Monty Pythons flygande cirkus (TV-serie; manus och roller)
- 1971 – Livet é python (manus och roller)
- 1974 – Monty Pythons galna värld (manus och roller)
- 1979 – Ett herrans liv (manus och roller)
- 1983 – Meningen med livet (manus och roller)